# Илларионов, Михаил Юрьевич
Михаил Юрьевич Илларионов (род. 16 июля 1968 года) — советский и российский игрок в хоккей с мячом, нападающий, мастер спорта СССР международного класса (1991).

## Игровая карьера
Воспитанник хоккейной школы московского «Текстильщика», в котором работал тренером его отец — Ю. А. Илларионов.
В 1985—1989 годах выступал за московское «Динамо».
В 1989 году перешёл в красногорский «Зоркий», за который провёл два сезона игровой карьеры.
В чемпионатах СССР провёл 108 игр, забил 31 мяч («Динамо» — 57, 5; «Зоркий» — 51, 26).
В 1991 году продолжил игровую карьеру в Швеции. Выступал за клубы «Каликс/Нюборг» и «Карльсборг», в первые сезоны выступая за команды в Дивизионе 1, в дальнейшем — в высшем дивизионе — лиге Аллсвенскан, а также за «Мальмё» в Дивизионе 2 в сезоне 2008/09.
В 1994 году привлекался в сборную России.

## Дальнейшая деятельность
В 2002—2006 годах работал тренером-селекционером «Зоркого».
В середине 1990-х годов начал заниматься бизнесом, в последние годы одна из сфер предпринимательской деятельности в России связана с производством инвентаря (мячей) для хоккея с мячом.

## Достижения
«Динамо» (Москва)
 Серебряный призёр чемпионата СССР: 1987/88 

 Бронзовый призёр чемпионата СССР: 1985/86 

 Обладатель Кубка СССР: 1987 

 Финалист Кубка СССР (2): 1988, 1989 

 Финалист Кубка мира: 1987
«Зоркий»
 Серебряный призёр чемпионата СССР: 1990/91 

 Обладатель Кубка СССР (2): 1990, 1991 

 Обладатель Кубка мира: 1990
Сборная СССР/России
 Бронзовый призёр Международного турнира на призы Правительства России: 1994 

 Победитель чемпионата мира среди молодёжных команд: 1990 

 Победитель чемпионата мира среди юниоров: 1986 

 Бронзовый призёр чемпионата мира среди юношей: 1985
Личные
- В списке 22-х лучших игроков сезона: 1991

### Комментарии
1. ↑  Количество игр и голов за клуб(ы) в высшем дивизионе чемпионатов СССР